# Anaplectoides prasina
Espèce
Anaplectoides prasina, la Noctuelle verte, est un papillon nocturne de la famille des Noctuidae.

## Répartition
Cette espèce se trouve dans les écozones néarctique et paléarctique.

## Description
L'envergure varie de 40 à 50 mm, les dessins noirs des ailes varient et le vert s'affadit avec le temps.

## Comportement
L'imago vole de mai à août suivant les régions.
Sa chenille polyphage se nourrit sur des plantes herbacées, des buissons et des arbres à feuilles caduques.

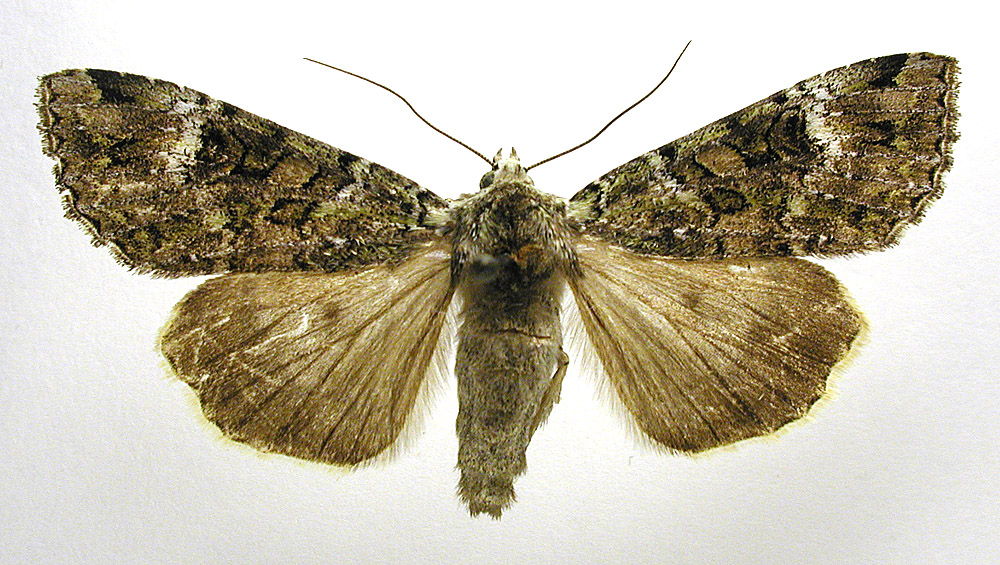
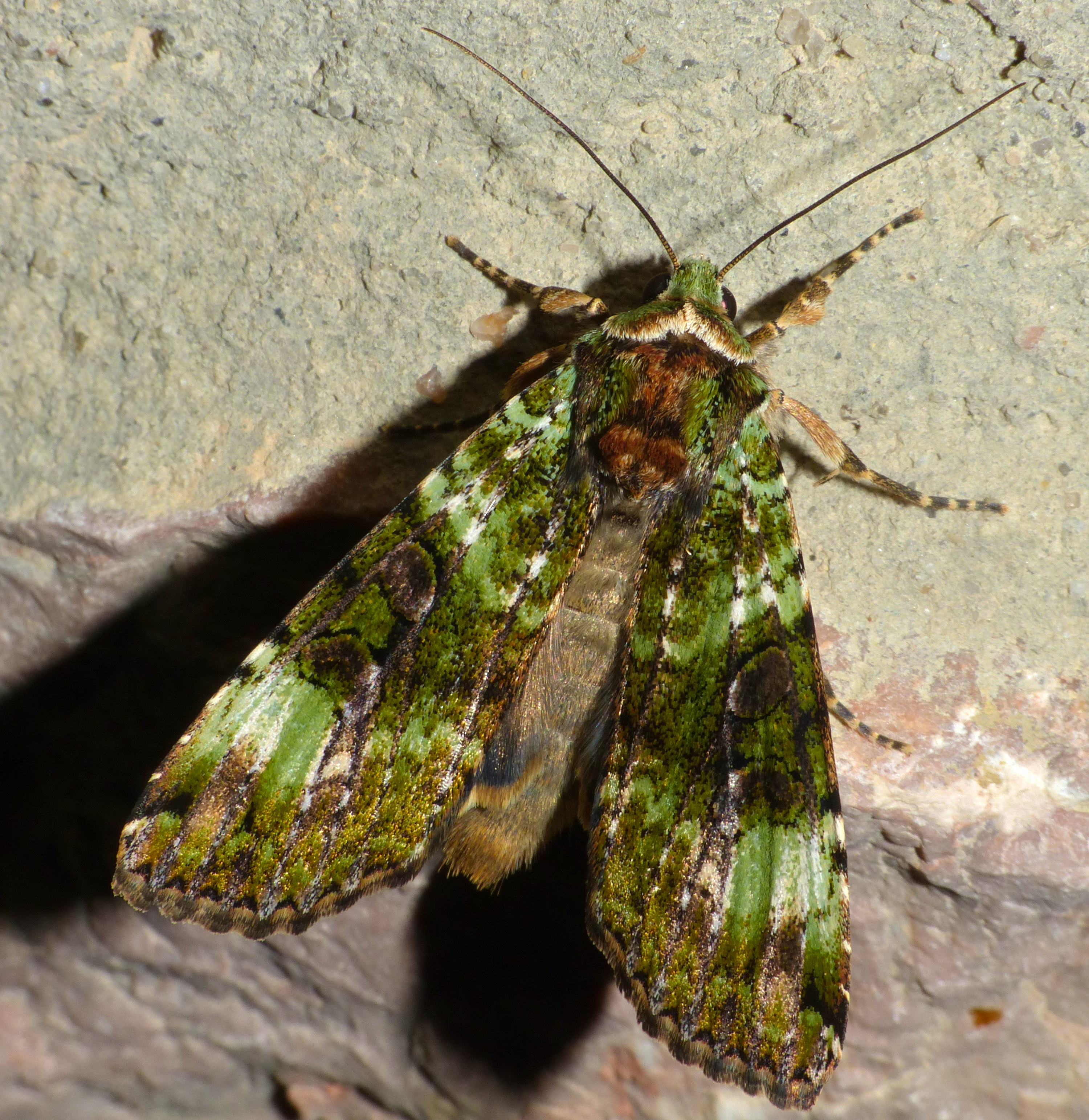